# Salza Irpina
Salza Irpina község (comune) Olaszország Campania régiójában, Avellino megyében.

## Fekvése
A megye központi részén fekszik. Határai: Chiusano di San Domenico, Parolise, San Potito Ultra, Sorbo Serpico és Volturara Irpina.

## Története
A település alapítására vonatkozóan nincsenek pontos adatok. Valószínűleg a kora középkorban alapították egy korábbi, ókori település helyén (erre utalnak a feltárt régészeti leletek is). Első említése 1374-ből származik. A következő századokban nemesi birtok volt. A 19. században nyerte el önállóságát, amikor a Nápolyi Királyságban felszámolták a feudalizmust.

## Népessége
A népesség számának alakulása:

## Főbb látnivalói
- Palazzo De Pascale
- Palazzo Capozzi
- Palazzo Imperiale
- Santi Pietro e Paolo-templom
- San Sebastiano-templom